# Siria (provincia romana)
La Siria era una provincia romana, corrispondente grosso modo agli attuali Siria e Libano. La capitale provinciale era Antiochia, oggi in territorio turco.

## Statuto
La provincia venne istituita già nel 64 a.C. da Gneo Pompeo Magno dopo la deposizione dell'ultimo sovrano seleucide, Antioco XIII Asiatico, nel corso della terza guerra mitridatica. Ottaviano ricostituì nel 27 a.C. la provincia, con capitale ad Antiochia e classificata come provincia imperiale. Vi erano stanziate quattro legioni ed era governata da un legato di rango proconsolare, mentre le finanze furono affidate ad un procuratore di rango ducenario. Da Settimio Severo divisa in Siria Celesiria (Syria Coele) e Siria Fenice (Syria Phoenice). Con la riforma tetrarchica le due province della Celesiria e della Siria Fenice entrarono a far parte della diocesi di Oriente, nella Prefettura del pretorio d'Oriente. Sotto Teodosio I la Celesiria fu ulteriormente suddivisa nelle province di "Siria" (Syria), "Siria Salutare" (Syria Salutaris) e Siria Eufratense (Syria Euphratensis), mentre la Siria Fenicia in quelle di Fenicia (Phoenice) e Fenicia Libanese (Phoenicia Libanesia): tutte e cinque le nuove province rimasero nella diocesi di Oriente, quest'ultima ancora compresa nella prefettura al pretorio per l'Oriente. La nuova provincia era governata da un questore propretore (quaestor propraetore), il primo dei quali fu Marco Emilio Scauro.
| EVOLUZIONE DELLE PROVINCE ORIENTALI-MERIDIONALI (FUTURA DIOCESI ORIENTIS) | EVOLUZIONE DELLE PROVINCE ORIENTALI-MERIDIONALI (FUTURA DIOCESI ORIENTIS) | EVOLUZIONE DELLE PROVINCE ORIENTALI-MERIDIONALI (FUTURA DIOCESI ORIENTIS) | EVOLUZIONE DELLE PROVINCE ORIENTALI-MERIDIONALI (FUTURA DIOCESI ORIENTIS) | EVOLUZIONE DELLE PROVINCE ORIENTALI-MERIDIONALI (FUTURA DIOCESI ORIENTIS) | EVOLUZIONE DELLE PROVINCE ORIENTALI-MERIDIONALI (FUTURA DIOCESI ORIENTIS) | EVOLUZIONE DELLE PROVINCE ORIENTALI-MERIDIONALI (FUTURA DIOCESI ORIENTIS) | EVOLUZIONE DELLE PROVINCE ORIENTALI-MERIDIONALI (FUTURA DIOCESI ORIENTIS) | EVOLUZIONE DELLE PROVINCE ORIENTALI-MERIDIONALI (FUTURA DIOCESI ORIENTIS) | EVOLUZIONE DELLE PROVINCE ORIENTALI-MERIDIONALI (FUTURA DIOCESI ORIENTIS) | EVOLUZIONE DELLE PROVINCE ORIENTALI-MERIDIONALI (FUTURA DIOCESI ORIENTIS) |
| ------------------------------------------------------------------------- | ------------------------------------------------------------------------- | ------------------------------------------------------------------------- | ------------------------------------------------------------------------- | ------------------------------------------------------------------------- | ------------------------------------------------------------------------- | ------------------------------------------------------------------------- | ------------------------------------------------------------------------- | ------------------------------------------------------------------------- | ------------------------------------------------------------------------- | ------------------------------------------------------------------------- |
| prima della conquista romana                                              | regno di Siria (Seleucidi)                                                | regno di Siria (Seleucidi)                                                | regno di Siria (Seleucidi)                                                | Regno di Commagene (vassall. regno d'Armenia)                             | Regno di Commagene (vassall. regno d'Armenia)                             | Palmira (città indipendente)                                              | Regno di Giudea (Asmonei)                                                 | Regno di Giudea (Asmonei)                                                 | Regno dei Nabatei                                                         | Regno dei Nabatei                                                         |
| dal 64/63 a.C.                                                            | prov. di Siria                                                            | prov. di Siria                                                            | prov. di Siria                                                            | Regno di Commagene (vassall. regno d'Armenia)                             | Regno di Commagene (vassall. regno d'Armenia)                             | Palmira (città indipendente)                                              | Regno di Giudea ("cliente" di Roma)                                       | Regno di Giudea ("cliente" di Roma)                                       | Regno dei Nabatei                                                         | Regno dei Nabatei                                                         |
| dal 37 a.C.                                                               | Siria                                                                     | Siria                                                                     | Siria                                                                     | Regno di Commagene (vassall. Parti)                                       | Regno di Commagene (vassall. Parti)                                       | Palmira (città indipendente)                                              | Regno di Giudea ("cliente" di Roma)                                       | Regno di Giudea ("cliente" di Roma)                                       | Regno dei Nabatei                                                         | Regno dei Nabatei                                                         |
| dal 24 a.C.                                                               | Siria                                                                     | Siria                                                                     | Siria                                                                     | Regno di Commagene ("cliente" di Roma)                                    | Regno di Commagene ("cliente" di Roma)                                    | Palmira ("cliente" di Roma)                                               | Regno di Giudea ("cliente" di Roma)                                       | Regno di Giudea ("cliente" di Roma)                                       | prov. di Arabia Petrea (?)                                                | prov. di Arabia Petrea (?)                                                |
| dal 6 d.C.                                                                | Siria                                                                     | Siria                                                                     | Siria                                                                     | Regno di Commagene ("cliente" di Roma)                                    | Regno di Commagene ("cliente" di Roma)                                    | Palmira ("cliente" di Roma)                                               | prov. di Giudea                                                           | prov. di Giudea                                                           | Regno dei Nabatei ("cliente" di Roma)                                     | Regno dei Nabatei ("cliente" di Roma)                                     |
| dal 19 d.C.                                                               | Siria (annessa Palmira)                                                   | Siria (annessa Palmira)                                                   | Siria (annessa Palmira)                                                   | Regno di Commagene ("cliente" di Roma)                                    | Regno di Commagene ("cliente" di Roma)                                    | Palmira (annessa a Siria)                                                 | Giudea                                                                    | Giudea                                                                    | Regno dei Nabatei ("cliente" di Roma)                                     | Regno dei Nabatei ("cliente" di Roma)                                     |
| dal 72                                                                    | Siria (annessa Commagene)                                                 | Siria (annessa Commagene)                                                 | Siria (annessa Commagene)                                                 | Siria (annessa Commagene)                                                 | Siria (annessa Commagene)                                                 | Siria (annessa Commagene)                                                 | Giudea e Palestina                                                        | Giudea e Palestina                                                        | Regno dei Nabatei ("cliente" di Roma)                                     | Regno dei Nabatei ("cliente" di Roma)                                     |
| dal 105/106                                                               | Siria                                                                     | Siria                                                                     | Siria                                                                     | Siria                                                                     | Siria                                                                     | Siria                                                                     | Giudea e Palestina                                                        | Giudea e Palestina                                                        | prov. di Arabia Petrea                                                    | prov. di Arabia Petrea                                                    |
| dal 193/198                                                               | Syria Phoenice                                                            | Syria Phoenice                                                            | Syria Coele                                                               | Syria Coele                                                               | Syria Coele                                                               | Syria Coele                                                               | Syria Palaestina                                                          | Syria Palaestina                                                          | Arabia Petrea                                                             | Arabia Petrea                                                             |
| dal 267 al 273                                                            | Regno indipendente di Palmira, sotto la regina Zenobia                    | Regno indipendente di Palmira, sotto la regina Zenobia                    | Regno indipendente di Palmira, sotto la regina Zenobia                    | Regno indipendente di Palmira, sotto la regina Zenobia                    | Regno indipendente di Palmira, sotto la regina Zenobia                    | Regno indipendente di Palmira, sotto la regina Zenobia                    | Regno indipendente di Palmira, sotto la regina Zenobia                    | Regno indipendente di Palmira, sotto la regina Zenobia                    | Regno indipendente di Palmira, sotto la regina Zenobia                    | Regno indipendente di Palmira, sotto la regina Zenobia                    |
| al momento della divisione tetrarchica 293                                | Syria Phoenice                                                            | Syria Phoenice                                                            | Siria Coele                                                               | Siria Coele                                                               | Augusta Euphratensis                                                      | Augusta Euphratensis                                                      | Syria Palestina                                                           | Syria Palestina                                                           | Palaestina Salutaris                                                      | Arabia                                                                    |
| al momento della Not. Dign. 400                                           | Phoenice                                                                  | Phoenice Libanensis                                                       | Syria Salutaris                                                           | Syria                                                                     | Augusta Euphratensis                                                      | Augusta Euphratensis                                                      | Palestina I                                                               | Palestina II                                                              | Palaestina Salutaris                                                      | Arabia                                                                    |

## Storia

### Tardo periodo repubblicano

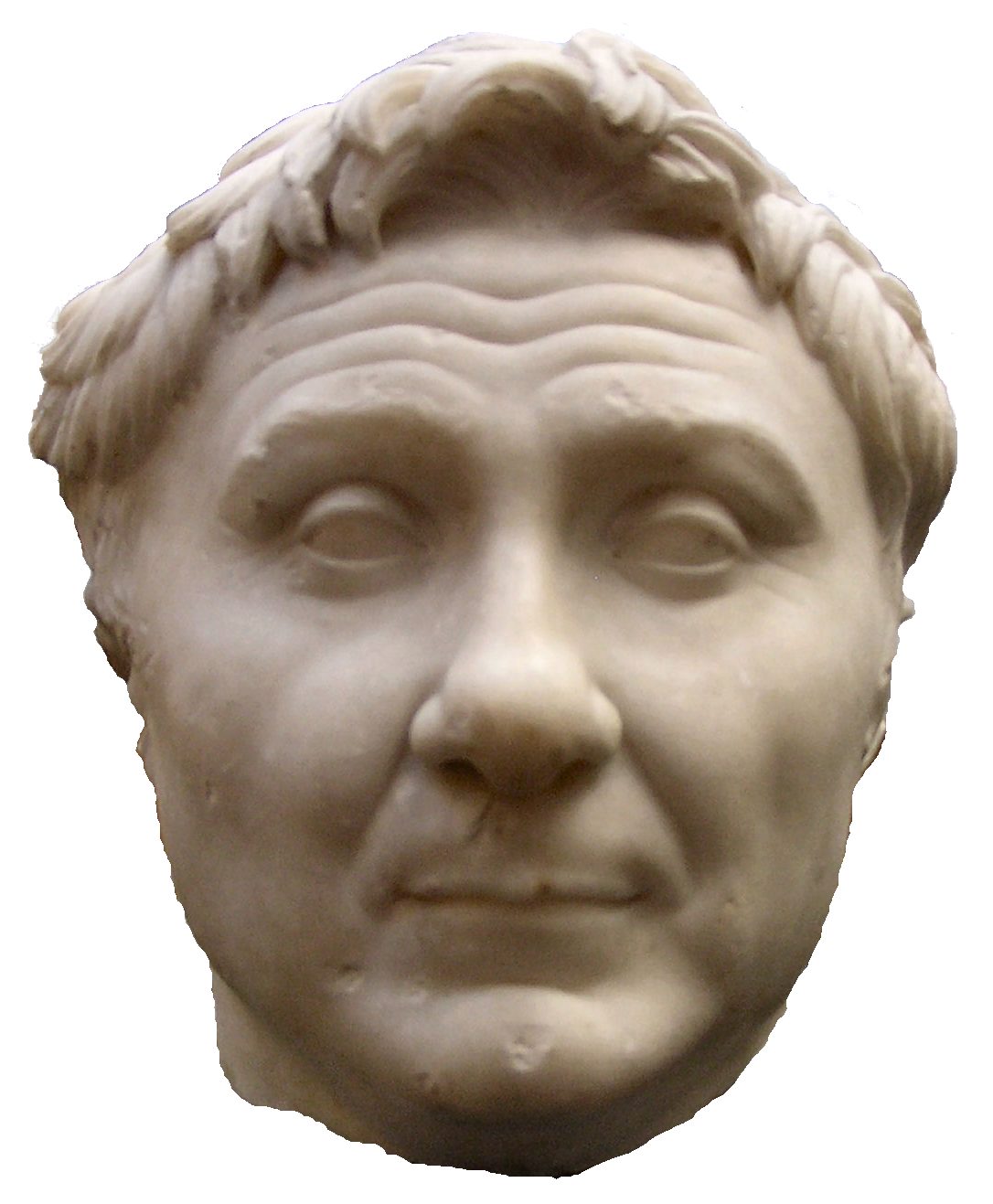
Busto di Gneo Pompeo Magno, che fece della Siria una provincia romana.

Al termine della terza guerra mitridatica, fu costituita da Gneo Pompeo Magno la nuova provincia di Siria. Si racconta che Gneo Pompeo Magno, dopo essere avanzato da nord, raggiunse i territori della Cilicia che non erano ancora sotto il dominio romano e li occupò (64 a.C.). Frattanto il suo legatus Afranio aveva sottomesso gli Arabi della zona di Amanus. L'obbiettivo strategico generale era quello di raggiungere il Mar Rosso, occupando sulla strada tutti i territori compresi tra questo mare e quello d'Ircania. La stessa cosa fece con i territori della vicina Siria fino all'Eufrate (compresa la Coele, la Phoenicia, la Palestina, l'Idumea e l'Iturea), destituendo l'ultimo sovrano seleucide Antioco XIII Asiatico ed il suo rivale e cugino Filippo II Filoromeo (nel 63 a.C.).
Della Giudea ne fece uno regno cliente o protettorato romano sotto l'amministrazione del curator Erode Antipatro, mentre il sovrano asmoneo Aristobulo II fu destituito e condotto a Roma prigioniero. Ricostruì Gadara, che era stata distrutta dai Giudei. Proclamò libere dai Giudei, le città di Ippo, Scitopoli, Pella, Samaria, Iamnia, Marisa, Azoto, Aretusa, Gaza, Ioppe, Dora e Torre di Stratone, per poi aggregarle alla nuova provincia di Siria, a cui diede come governatore Emilio Scauro con due legioni.
I territori che entrarono a far parte della nuova provincia, già fortemente ellenizzati, comprendevano sia la Siria vera e propria a nord, dominio seleucide, sia la Celesiria a sud, già da lungo tempo dominio dell'Egitto tolemaico. Il potere regio era inoltre stato limitato dalle autonomie cittadine, sia per le antiche polis greche, sia per le nuove città di fondazione regia, e dei santuari più importanti, ed esistevano numerosi piccoli stati di fatto indipendenti, che in buona parte si mantennero tali, pur sotto il protettorato romano (Giudea, Commagene, Emesa, Nabatei). Nel 47 a.C. il dittatore romano Gaio Giulio Cesare nominò Giovanni Ircano II come etnarca di Giudea, restaurando in parte il potere della dinastia asmonea; questo atto fu però in larga parte simbolico, rimanendo il potere effettivo sotto il controllo di Erode Antipatro, alla cui autorità Ircano raramente si opponeva.
Negli anni successivi, in seguito alla disfatta di Carre nel 53 a.C., la provincia subì diverse invasioni da parte dei Parti. Dopo l'uccisione di Cesare fu governatore Publio Cornelio Dolabella, che assediato a Laodicea da Cassio nel 43 a.C. si suicidò, mentre la città veniva saccheggiata.
Con il secondo triumvirato rientrò nella sfera di influenza di Marco Antonio, che affidò la Celesiria ai sovrani dell'Egitto, Cleopatra e Cesarione, mentre nella Siria settentrionale stabilì un regno per il figlio Tolomeo Filadelfo, avuto dalla stessa Cleopatra, mentre il regno di Giudea venne assegnato a Erode il Grande, figlio di Antipatro, nel 37 a.C.

### Da Augusto ai Severi (30 a.C. - 235 d.C.)

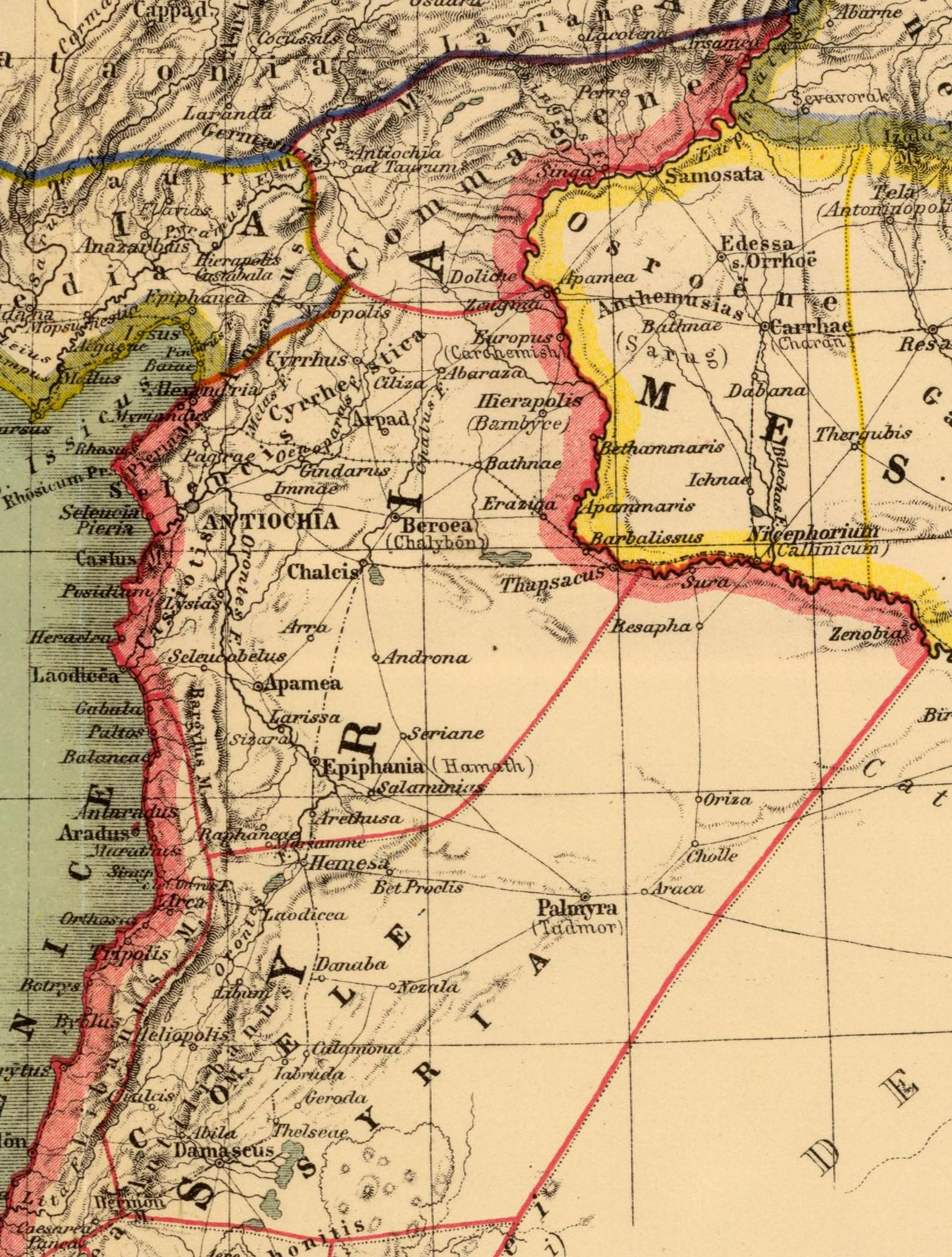
La provincia di Siria in epoca alto imperiale

La presenza di Augusto in Oriente subito dopo la battaglia di Azio, nel 30-29 a.C. poi dal 22 al 19 a.C., oltre a quella di Agrippa fra il 23-21 a.C. e ancora tra il 16-13 a.C., dimostrava l'importanza di questo settore strategico. Fu necessario raggiungere un modus vivendi con la Partia, l'unica potenza in grado di creare problemi a Roma lungo i confini orientali. Di fatto entrambi gli imperi avevano più da perdere da una sconfitta, di quanto potessero realisticamente sperare di guadagnare da una vittoria. E così la Partia accettò di fatto che ad ovest dell'Eufrate Roma organizzasse gli stati a suo piacimento: Augusto inglobò così alcuni stati vassalli, trasformandoli in province romane (come la Giudea di Erode Archelao nel 6, dopo che vi erano stati dei primi disordini nel 4 a.C. alla morte di Erode il Grande) e rafforzò vecchie alleanze con re locali, divenuti ora "re clienti di Roma" (come accadde per i sovrani di Emesa, Iturea, Commagene, Cilicia e Nabatea). È possibile che a protezione dei questo settore di confine, siano state poste tre legioni in Siria: la IV Scythica a Cyrrhus (Khoros), la III Gallica ad Antiochia e la XII Fulminata a Raphaneae (Châma).
I maggiori torbidi furono legati alle guerre giudaiche, che comportarono la distruzione di Gerusalemme nel 70 e la diaspora degli Ebrei. Al termine della prima guerra giudaica degli anni 66-74, portata a termine dal figlio del nuovo Imperatore Vespasiano, Tito, fu lasciata per la prima volta nell'area giudea una legione, la X Fretensis a Gerusalemme, mentre con l'annessione della Commagene (vedi oltre), altre due legioni furono trasferite lungo il fiume Eufrate in Cappadocia (la XII Fulminata e la XVI Flavia Firma).
Nel quarto anno di regno di Vespasiano (dal luglio del 72), Antioco, re della Commagene, fu implicato in vicende tali che lo portarono a dover rinunciare al trono del regno "cliente" di Commagene a vantaggio di un'annessione romana. Giuseppe Flavio racconta che il governatore di Siria, Lucio Cesennio Peto, non sappiamo se in buona o cattiva fede nei confronti di Antioco, mandò una lettera a Vespasiano accusando lo stesso regnante, insieme suo figlio Epifane, di voler ribellarsi ai Romani e di aver già preso accordi con il re dei Parti. Bisognava prevenirli per evitare una guerra che coinvolgesse l'impero romano.

Il Regno di Commagene al momento dell'annessione all'Impero romano nel 72.

Giuntagli una simile denuncia, l'imperatore non poté non tenerne conto, tanto più che la città di Samosata, la maggiore della Commagene, si trova sull'Eufrate, da dove i Parti avrebbero potuto passare il fiume ed entrare facilmente entro i confini imperiali. Così Peto venne autorizzato ad agire nel modo più opportuno. Il comandante romano allora, senza che Antioco e i suoi se l'aspettassero, invase la Commagene alla testa della legio VI Ferrata insieme ad alcune coorti e ali di cavalleria ausiliaria, oltre ad un contingente di alleati del re Aristobulo di Calcide e di Soemo di Emesa.
L'invasione avvenne senza colpo ferire, poiché nessuno si oppose all'avanzata romana o resistette. Una volta venuto a sapere della notizia, Antioco non pensò di far guerra ai Romani, al contrario preferì abbandonare il regno, allontanandosi di nascosto su un carro con moglie e figli. Giunto a centoventi stadi dalla città verso la pianura, si accampò.
Frattanto Peto inviò un distaccamento a occupare Samosata con un presidio, mentre col resto dell'esercito si diresse alla ricerca di Antioco. I figli del re, Epifane e Callinico, che non si rassegnavano a perdere il regno, preferirono impugnare le armi, e tentarono di fermare l'armata romana. La battaglia divampò violenta per un'intera giornata; ma anche dopo questo scontro dall'esito incerto, Antioco preferì fuggire con la moglie e le figlie in Cilicia. L'aver abbandonato figli e sudditi al loro destino, generò un tale sconcerto nel morale delle sue truppe che alla fine i soldati commageni preferirono consegnarsi ai Romani. Al contrario il figlio Epifane, accompagnato da una decina di soldati a cavallo, attraversò l'Eufrate e si rifugiò presso il re dei Parti Vologese, il quale lo accolse con tutti gli onori.
Antioco giunse a Tarso in Cilicia, ma qui venne catturato da un centurione inviato da Peto a cercarlo. Arrestato fu mandato a Roma in catene. Vespasiano però, non volendo vederlo in quelle condizioni, oltreché rispettoso dell'antica amicizia, durante il viaggio, ordinò che fosse liberato dalle catene e lo fece fermare per il momento a Sparta. Qui gli concesse cospicue rendite, al fine di poter mantenere un tenore di vita da re. Quando queste informazioni giunsero al figlio, Epifane, che aveva temuto per la sorte del padre, si sentì liberato da una grave peso e cominciò a sperare di potersi riconciliare con l'imperatore. Chiese pertanto a Vologese di potergli scrivere per perorare la propria causa e del fratello. Epifane e Callinico, pur venendo trattati bene, non riuscivano ad adattarsi a vivere al di fuori dell'impero romano. Vespasiano concesse loro, generosamente, di trasferirsi senza paura a Roma insieme al padre, che sarebbero stati trattati con ogni riguardo.
Vent'anni di guerre giudaiche (dal 115 al 135) portarono inevitabilmente ad insediare in tutta l'area giudea forti contingenti militari, per scongiurarne nuove ed eventuali. La seconda aveva costretto lo stesso Traiano, nel pieno della sua campagna militare contro i Parti a rivedere i piani di annessione delle nuove province d'oltre Eufrate, quali l'Armenia, l'Assiria e la Mesopotamia da parte del suo successore, Adriano. La terza, a riorganizzare l'intera area.
Il forte peso della forza militare stanziata nella provincia dava un grande potere al governatore che ne era a capo e rese possibili ribellioni al potere imperiale (come quella di Avidio Cassio nel 175 contro Marco Aurelio). Nel 193 Pescennio Nigro, governatore della Siria, si oppose a Settimio Severo, eletto dalle legioni della Pannonia: la Siria venne quindi divisa nelle due nuove province di Celesiria (Syria Coele) e Siria Fenice (Syria Phoenice).

### Crisi del III secolo
A partire dal 230, le armate sasanidi avanzarono nella Mesopotamia romana ponendo sotto assedio molte guarnigioni romane lungo l'Eufrate, cercando inoltre, senza riuscirvi, di conquistare Nisibis (importante centro del commercio con l'Oriente e la Cina), e forse invadendo le province romane di Siria e Cappadocia. Vi è da aggiungere che, in seguito a questa prima invasione sasanide, furono lasciati presso Hatra alcuni distaccamenti dell'esercito romano (della legio I Parthica e della Cohors IX Maurorum Gordiana).
Pochi anni più tardi una nuova invasione colpì sia la Mesopotamia, sia la stessa Siria, arrivando forse ad assediare ed occupare la stessa Antiochia nel 240, come sembra suggerire anche il fatto che la sua zecca smise di battere moneta nel 240 e 241.

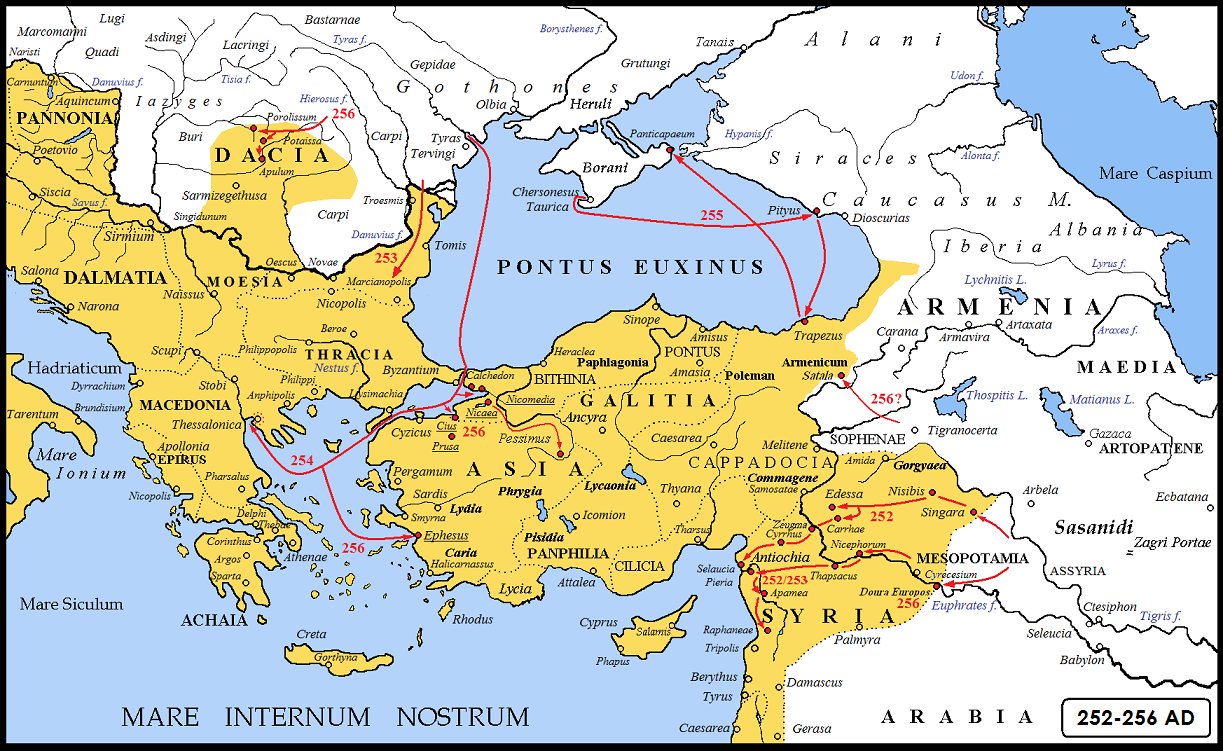
Invasioni barbariche di Goti, Borani, Carpi, contemporanee a quelle dei Sasanidi di Sapore I, degli anni 252-256, durante il regno di Valeriano e Gallieno.

In questo periodo furono eletti dalle legioni siriane diversi usurpatori (Iotapiano, nel 248-249 contro Filippo l'Arabo, Uranio Antonino, nel 253-254 contro Treboniano Gallo), proprio dopo che Sapore I era succeduto al padre Ardashir I. Sapore I, durante il regno di Treboniano Gallo (251-253), scatenò una nuova offensiva contro le province orientali dell'impero romano. Le truppe persiane sfondarono il limes ed occuparono numerose città della provincia di Mesopotamia (compresa la stessa Nisibis), per poi si spingersi ad ovest dell'Eufrate, in Cappadocia, Licaonia e Siria, dove batterono l'esercito romano accorrente a Barbalissos. Il successo in battaglia portò le armate sasanidi ad impossessarsi della stessa Antiochia, dove ne distrussero numerosi edifici, razziarono un ingente bottino e trascinarono con loro numerosi prigionieri (253). Nel 256 una nuova invasione di Sapore I, sottraeva importanti roccaforti limitanee al dominio romano in Siria, come Dura Europos, che fu distrutta definitivamente insieme all'intera guarnigione romana: si trattava di una vexillatio della legio IIII Scythica oltre alla cohors XX Palmyrenorum sagittariorum equitata.. Durante l'ultima invasione di Sapore I furono, inoltre, assediate Edessa e Carrhae tanto che il Cesare Valeriano fu obbligato a marciare contro le armate sasanidi, senza ottenere il successo sperato.
Nel corso di questi anni, più volte gli imperatori romani furono, quindi, costretti ad intervenire per cacciare il nemico persiano dai territori romani di Siria, Cappadocia e Mesopotamia. Il primo fu Alessandro Severo, poi fu la volta di Gordiano III, ed infine Valeriano. Quest'ultimo però fu sconfitto in battaglia, catturato dal re Sapore I e costretto a trascorrere gli ultimi anni di vita, in prigionia, aprendo così le porte ad una nuova e devastante invasione dei territori siriaci, che culminarono con una nuova occupazione della metropolis di Antiochia (nel 260).
Dopo la sconfitta di Valeriano nella battaglia di Edessa (260) e la rivolta dei Macriani contro i figlio di questi, Gallieno, occupato in occidente, la situazione venne salvata dal dinasta di Palmira, Settimio Odenato, che sconfisse i Persiani e debellò la rivolta, ottenendone in cambio il titolo di corrector totius Orientis. Palmira divenne uno stato indipendente, che proseguì anche dopo la morte di Odenato con la regina Zenobia, reggente in nome del figlio Vaballato, fino alla sua sconfitta nel 274 ad opera di Aureliano.

### Protezione della frontiera siriana: laStrata Diocletiana(298-300 ca.)
Al termine delle campagne sasanidi di Galerio del 293-298, fu costruita una nuova linea di fortificazioni: la strata Diocletiana. Si trattava di una via militaris, lungo il cosiddetto tratto di limes arabicus, e quindi comprendente forti, fortini e torri di avvistamento, e che rimase in uso fino al VI secolo.
La strada era munita di una lunga serie di fortificazioni, costruite tutte allo stesso modo: si trattava di castra rettangolari con mura molto spesse e con torri sporgenti verso l'esterno. Erano situate normalmente ad un giorno di marcia (ca. 20 miglia romane) le une dalle altre. Il percorso cominciava presso l'Eufrate a Sura, lungo il confine prospiciente il nemico sasanide, e continuava verso sud-ovest, passando prima per Palmira e poi per Damasco e congiungendosi, quindi, con la Via Traiana Nova. Vi era poi una diramazione che si spingeva ad est dell'Hauran, per Imtan, fino all'oasi di Qasr Azraq. Si trattava in sostanza di un sistema continuo di fortificazioni che dall'Eufrate collegava il Mar Rosso presso Aila.

## Difesa ed esercito

### Legioni romane
Con la formazione della nuova provincia (nel 63 a.C.), furono lasciate a guardia della stessa, sotto il comando di un governatore, due legioni. Poco prima della morte di Cesare c'erano ben sette legioni in Siria (e tre in Egitto, tra cui la XXVII, la XXXVI e la XXXVII) in vista dell'imminente campagna contro i Parti. Marco Antonio ottenne per sé la provincia di Macedonia e le legioni che Cesare vi aveva ammassato per la spedizione contro i Parti, mentre per un suo valido collaboratore, Publio Cornelio Dolabella, la provincia di Siria e le sue armate.
Sappiamo che all'epoca dell'imperatore Augusto, poco dopo la fine della rivolta dalmato-pannonica del 6-9 e poco prima della disfatta di Teutoburgo, c'erano 28 legioni lungo i confini imperiali romani, tre delle quali erano in Siria, così come è evidenziato qui sotto nella tabella riassuntiva sulla loro dislocazione:
L'esercito legionario della Siria (Exercitus Syriae) utilizzò nei secoli i seguenti castra legionari:
- ad Antakya, la latina Antiochia per un breve periodo sotto Augusto;
- a Khoros/Hagioupolis (nell'attuale Turchia[50][51]), nella latina Cyrrhus, a partire dal principato di Augusto;
- Latakia, nella latina Laodicea;[51]
- a Qalat al Madiq, nella latina Apamea (oggi Afamya), dall'epoca augustea e riaperta sotto Settimio Severo;[51][52]
- a Rafniye, nella latina Raphana, a partire dal principato di Augusto;[53]
- Samsat, nella latina Samosata;[53]
- a Belkis, nella latina Zeugma;[53][54]
- a Salhieh, l'antica Dura Europos (vexillationes legionarie).

Sappiamo che nel 9 d.C. vi erano le seguenti legioni, così dislocate nella provincia di Siria:
| ANNO 9 d.C. | unità legionaria    | località antica | località moderna | annotazioni varie |
| ----------- | ------------------- | --------------- | ---------------- | ----------------- |
| 1           | Legio IV Scythica   | Cyrrhus         | Khoros           |                   |
| 2           | legio III Gallica   | Antiochia       | Antakya          |                   |
| 3           | Legio XII Fulminata | Raphaneae       | Rafniye          |                   |

Lo storico Tacito racconta che nel 23, le forze legionarie erano stanziate nelle province, a salvaguardia dei confini imperiali e per reprimere eventuali rivolte interne: quattro legioni erano stanziate tra la Siria ed il fiume Eufrate.
Dopo la disfatta di Varo e la distruzione di tre intere legioni nel 9 (la legio XVII, XVIII e XIX), rimasero, durante tutto il principato di Tiberio solo 25 legioni. E se 8 nuove legioni furono create nel periodo compreso tra Caligola e la guerra civile del 68-69, 4 furono poi "sciolte", per cui sotto Vespasiano vi erano 29 legioni complessive: solo una in più, rispetto all'iniziale numero voluto da Augusto (di 28). Questa la situazione di come appariva la loro distribuzione dopo la morte dell'imperatore Nerone: c'erano 30/31 legioni attorno al 68, cinque delle quali in Siria:
All'alba della prima guerra giudaica le legioni presenti in Siria erano diventate 4, come segue:
| ANNO 68 | unità legionaria    | località antica   | località moderna | annotazioni varie |
| ------- | ------------------- | ----------------- | ---------------- | --- |
| 1       | Legio V Macedonica  | Antiochia         | Antakya          | Siria |
| 2       | Legio IV Scythica   | Cyrrhus o Zeugma? | Khoros o Belkis? | Siria |
| 3       | Legio VI Ferrata    | Apamea            | Qalat al Madiq   | |
| 4       | Legio X Fretensis   | Laodicea          | Latakia          | Questa legione, al termine della prima guerra giudaica (70), rimase a Gerusalemme |
| 5       | Legio XII Fulminata | Raphaneae         | Rafniye          | La legio XII Fulminata venne rimossa dalla Siria e, mentre prima era accampata a Raphana, la spedì nella città chiamata Melitene posizionata presso l'Eufrate, lungo il confine tra il regno d'Armenia e la provincia di Cappadocia. |

Dopo la prima guerra giudaica degli anni 66-70 d.C., due legioni vennero dislocate nella provincia di Giudea, due in Cappadocia e tre rimasero in Siria. Si trattava delle seguenti legioni:
| ANNO 72 | unità legionaria  | località antica | località moderna | annotazioni varie |
| ------- | ----------------- | --------------- | ---------------- | ----------------- |
| 1       | Legio VI Ferrata  | Samosata        | Samsat           |                   |
| 2       | Legio IV Scythica | Zeugma          | Belkis           |                   |
| 3       | Legio III Gallica | Raphana         | Rafniye          |                   |

Alla morte di Alessandro Severo c'erano 34 legioni in tutto l'Impero, cinque delle quali ancora in Siria, così come è evidenziato qui sotto nella tabella riassuntiva sulla loro dislocazione (nel 235):
| ANNO 235 | unità legionaria       | località antica  | località moderna | annotazioni varie |
| -------- | ---------------------- | ---------------- | ---------------- | ----------------- |
| 1        | Legio IV Scythica      | Zeugma           | Belkis           | Syria Coele       |
| 2        | Legio XVI Flavia Firma | Sura             | Sura             | Syria Coele       |
| 3        | Legio III Gallica      | Danaba           | Mehin            | Syria Phoenicia   |
| 4        | Legio X Fretensis      | Aelia Capitolina | Jerusalem        | Syria Palaestina  |
| 5        | Legio VI Ferrata       | Caparcotna       | Kfar Otnay       | Syria Palaestina  |

Con la crisi del III secolo che vide più volte i Sasanidi vittoriosi e "sfondare" il limes orientale romano, come accadde nel 252, quando occuparono la stessa Antiochia, e la provincia di Mesopotamia romana. Negli anni successivi le incursioni persiane continuarono, fino al 260, sottraendo importanti roccaforti al dominio romano anche in Siria, tra cui Carre, Nisibi (252), Doura Europos (256). Poi ci fu la disfatta di Valeriano presso Edessa, nell'aprile-maggio del 260, che mise in ginocchio le armate romane orientali. In Oriente fu, poco dopo, il Regno di Palmira a subentrare a Roma nel governo delle province dell'Asia minore, di Siria ed Egitto, difendendole dagli attacchi dei Persiani, prima con Odenato (260-267), nominato da Gallieno "Corrector Orientis", e poi con la sua vedova secessionista, Zenobia (267-271). Fu solo grazie alla ripresa dell'iniziativa in Oriente di Aureliano che l'intero limes del settore orientale fu potenziato, e con esso la stessa Siria (ben 7 legioni), come evidenziato qui sotto:
| ANNO 275 | unità legionaria       | località antica  | località moderna | annotazioni varie |
| -------- | ---------------------- | ---------------- | ---------------- | ----------------- |
| 1        | Legio IV Scythica      | Zeugma           | Belkis           | Syria Coele       |
| 2        | Legio XVI Flavia Firma | Sura             | Sura             | Syria Coele       |
| 3        | Legio III Gallica      | Danaba           | Mehin            | Syria Phoenicia   |
| 4        | Legio I Illyricorum    | Palmira          | Tadmor           | Syria Phoenicia   |
| 5        | Legio X Fretensis      | Aelia Capitolina | Jerusalem        | Syria Palaestina  |
| 6        | Legio VI Ferrata       | Caparcotna       | Kfar Otnay       | Syria Palaestina  |
| 7        | Legio V Martia         | ?                | ?                | Syria Palaestina? |

### Auxilia
Vi erano poi numerose unità ausiliarie a difesa dei confini e delle principali strade che conducevano all'interno della provincia romana, per un totale di oltre 30 000 armati a partire dai principati di Domiziano-Traiano. Sappiamo da tutta una serie di iscrizioni epigrafiche che nella provincia c'erano:
nell'89 (sotto Domiziano)3 alae di cavalleria e 17 cohortes di fanteria (o miste), i cui nomi erano:
- per le ali ricordiamo: II Pannoniorum, III Augusta Thracum veterana Gallica e I Flavia civium Romanorum;
- per le coorti, ricordiamo: I milliaria, I Lucensium, I Ascalonitanorum, I Sebastena, I Ituraeorum, I Numidarum, II Italica civium Romanorum, II Thracum civium Romanorum, II classica, III Augusta Thracum, III Thracum Syriaca, IIII Bracaraugustanorum, IIII Syriaca, IIII Callaecorum, Lucensium, Augusta Pannoniorum e Musulamiorum.

nel 129 (sotto Adriano)2 alae di cavalleria e 11 cohortes di fanteria (o miste), i cui nomi erano:
- per le ali ricordiamo: Augusta Xoitana e I Flavia Agrippiana;
- per le coorti, ricordiamo: I Ascalonitanorum sagittaria, I Ulpia Dacorum, I Ulpia sagittaria civium Romanorum, I Ulpia Petreorum sagittaria, II Classica, II Gemina Ligurum et Corsorum, II Ulpia equitum sagittaria civium Romanorum, II Italica civium Romanorum, III Thracum Syriaca sagittaria, IIII Callaecorum Lucensium e V Ulpia Petreorum sagittaria.

nel 152 (sotto Antonino Pio)7 alae di cavalleria e 20 cohortes di fanteria (o miste), i cui nomi erano:
- per le ali ricordiamo: I Flavia Agrippiana, I praetoria singularium, I Ulpia Syriaca,  I Augusta Xoitana, I Thracum Herculana, I Ulpia singularium e I Ulpia dromadariorum milliaria;
- per le coorti, ricordiamo: I Ulpia Dacorum, I Ulpia Petraeorum, I Flavia civium Romanorum, I Lucensium,  I Ulpia sagittariorum, I Flavia Chalcidenorum, I Gaetulorum, I Augusta Pannoniorum, I Claudia Sugambrorum tironum, II Gemina Ligurum et Corsorum, I Ascalonitanorum sagittariorum, II classica sagittariorum, II Ulpia Paphlagonum, II Ulpia equitata sagittariorum, II Italica civium Romanorum, III Thracum Syriaca, III Augusta Thracum, IIII Gallorum, IIII Callaecorum Lucensium e VII Gallorum.

### Classis Syriaca
Detta anche Classis Syriaca Seleucena, la Classis Syriaca fu istituita nel 63 a.C. da Gneo Pompeo Magno per debellare i pirati della Cilicia che rendevano insicure per i commerci le acque orientali del Mediterraneo e del mar Egeo; diventò operativa come flotta stabile sotto l'imperatore Vespasiano nel 70. Di stanza a Seleucia Pieriae (o Seleucia di Pieria, l'attuale Samandağ in Siria).
- 2 liburne: Capricornus,[71] Gryps.[72]

## Geografia economica e politica

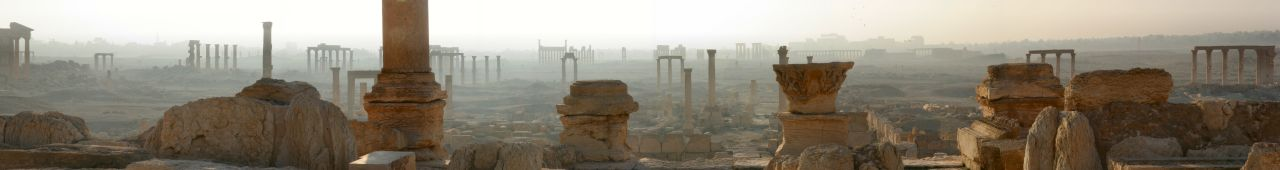
Panorama di Palmira all'alba.

La Siria era una provincia prospera, la cui economia si basava su diversi prodotti dell'agricoltura (olio di oliva e di sesamo, cotone, lino, spezie, legname) dell'allevamento e di alcune rinomate attività industriali (tintura di porpora, vetri, papiro). Particolarmente importante era il commercio, rappresentando la via obbligata tra i porti del mar Mediterraneo e le vie carovaniere verso l'Oriente (Dura Europos e Palmira) e l'Arabia (Petra e Gerasa).

### Maggiori centri provinciali
La romanizzazione non intaccò la cultura greca locale, commista da elementi semitici indigeni. Poche furono le nuove colonie (l'attuale Beyrut, con il nome di Colonia Iulia Augusta Felix Berytus, Baalbeck, come Colonia Augusta Iulia Felix Heliopolis, sotto Augusto, Tolemaide sotto Claudio, Aelia Capitolina sul sito di Gerusalemme sotto Adriano).

### Principali vie di comunicazione
Una delle prime vie romane attestate in Siria da una pietra miliare fu quella che collegava la capitale Antiochia di Siria con Tolemaide, quando quest'ultima divenne colonia romana all'epoca dell'imperatore Claudio. Molto significativa e conosciuta è poi la pietra miliare del 75 che segnala la strada che conduceva da Palmyra a Sura sull'Eufrate. L'esistenza di una strada romana da Palmyra all'Eufrate secondo Isaac presupporrebbe la presenza di due strade: una da Damasco ed una seconda dalla costa del Mediterraneo a Palmyra. Ciò implica che l'organizzazione stradale tra il sud della Siria e l'Eufrate fu antecedente a quella di Diocleziano.
Un'altra pietra miliare (del 75-76) fu trovata dove le strade Apamea-Raphana e Chalcis-Emesa si incontrano.
La Strata Diocletiana fu costruita dall'imperatore Diocleziano verso la fine del III secolo, sul tracciato di antiche vie carovaniere e strade militari romane. Essa collegava la Via Traiana Nova presso la fortezza legionaria di Bostra (in Arabia) con il fiume Eufrate.